# آیرز (ویرجینیای غربی)
آیرز (به انگلیسی: Ayers) یک منطقهٔ مسکونی در ایالات متحده آمریکا است که در شهرستان کلهون، ویرجینیای غربی واقع شده‌است. آیرز ۲۲۵٫۸۶ متر بالاتر از سطح دریا واقع شده‌است.